# Ballybay
Ballybay (Béal Átha Beithe em irlandês) é uma cidade da República da Irlanda. O nome em inglês significa "O mês da vau do Vidoeiro".